# Kill la Kill
A Kill la Kill (キルラキル; Hepburn: Kiru Ra Kiru) japán anime televíziós sorozat, amit a Trigger készített. Hősnője Matoi Ryuko, egy diáklány, aki célja, hogy felderítse apja gyilkosát, azonban konfliktusba kerül Kiryuin Satsuki-val, Honnouji Akadémia diáktanácsának szigorú elnökével. A szereplők olyan ruhákat viselnek, amik különleges harci késségeket, és rendkívüli erőt nyújtanak viselőiknek, viszont bizonyos fokú önakarattal is rendelkeznek.

## Háttere
A sorozat a Trigger első eredeti anime televíziós projektje, amelyet Hiroyuki Imaishi rendezett, és Kazuki Nakashima írt. Mindketten 2007-ben már együtt dolgoztak a Gurren Lagann-n, 2019-ben pedig a Promare-n. A Kill la Kill Japánban került adásba a MBS Animeism programozási blokkján 2013 októbere és 2014 márciusa között. Az eredeti videoanimáció (OVA) 25. epizódként jelent meg 2014 szeptemberében. 

## Adaptációi
- Ryō Akizuki mangaadaptációja jelent meg Kadokawa Shoten Young Ace magazinjában 2013 októberétől 2015 márciusáig.
- 2019. július 26-án jelent meg egy videojáték-adaptáció Kill la Kill the Game: IF címmel, némi eltéréssel az anime fő történetétől, amit az APLUS Co.,Ltd, és az Arc System Works fejlesztett, majd az utóbbi adott ki.[3]

## Szereplők
- Matoi Ryuko - A történet hősnője, makacs, impulzív, agresszív, de rendkívül elkötelezett arra, hogy apja gyilkosát megtalálja, és hogy a barátait megvédje, támogassa. Fegyvere egy vörös, fél olló alakú penge.
- Kiryuin Satsuki - Honnouji Akadémia diáktanácsának korlátlan hatalmú elnöke. Fegyelmezett, magabiztos, és szigorú.
- Mankanshoku Mako - Ryuko egyik barátja. Szinte mindig vidám, energetikus, viszont gyakran nem racionalitás motiválja a tetteit.
- Senketsu - Ryuko különleges egyenruhája, aminek segítségével Ryuko képes átalakulni egy erősebb, harcra optimalizált formájába. Nevét, melynek jelentése "első vér", vagy "friss vér", Ryuko adta neki.
- Junketsu - Satsuki különleges egyenruhája, neve jelentése "tisztaság"
- Mikisugi Aikuro - A Honnouji akadémia egyik tanára.
- Kiryuin Ragyo - A REVOCS divatipari cég vezérigazgatója.

## Fordítás
Ez a szócikk részben vagy egészben  a   Kill la Kill című angol Wikipédia-szócikk ezen változatának fordításán alapul.  Az eredeti cikk szerkesztőit annak laptörténete sorolja fel. Ez a jelzés csupán a megfogalmazás eredetét és a szerzői jogokat jelzi, nem szolgál a cikkben szereplő információk forrásmegjelöléseként.